# Muara (Blanakan)
Muara is een bestuurslaag in het regentschap Subang van de provincie West-Java, Indonesië. Muara telt 6803 inwoners (volkstelling 2010).